# Europastraße 42
Die Europastraße 42 (kurz E 42) ist eine 680 km lange Europastraße, die sich von Westen nach Osten durch Frankreich, Belgien und Deutschland erstreckt.

## Verlauf

### Städte
Wichtige Städte, die an der E 42 liegen, sind in Frankreich Dünkirchen und Lille, in Belgien Mons, Charleroi, Namur, Lüttich und Sankt Vith sowie in Deutschland Wittlich, Bingen am Rhein, Mainz, Frankfurt am Main und Aschaffenburg.

### Straßenverlauf
Frankreich
- Route nationale 225
- Autoroute A25
- Autoroute A27

Belgien
- Autobahn 8 bis Échangeur de Tournai
- Komplette Autobahn 16
- Autobahn 7
- Autobahn 15
- Autobahn 3 bis Kreuz Battice
- Autobahn 27 ab Kreuz Battice

Deutschland
- Komplette Eifelstrecke der Bundesautobahn 60
- Bundesautobahn 1 von Autobahnkreuz Wittlich bis Wittlich-Mitte
- Bundesstraße 50 Wittlich-Mitte bis AS Rheinböllen
- Bundesautobahn 61 AS Rheinböllen bis Dreieck Nahetal
- Komplette Rheinstrecke der Bundesautobahn 60 Dreieck Nahetal bis Rüsselsheimer Dreieck (Anschluss zur Europastraße 35)
- Bundesautobahn 67 Rüsselsheimer Dreieck bis Mönchhof-Dreieck (gemeinsam E35)
- Bundesautobahn 3 ab Mönchhof-Dreieck bis Aschaffenburg und geht dann auf der A 3 in die Europastraße 41 über